# 原蕈古杯
原蕈古杯（學名：Archaeofungia）是一屬已滅絕的古杯動物，生存於寒武紀。本屬現已併入Pycnoidocyathus屬中。

## 物種
- Pycnoidocyathus ajax（= Archaeofungia ajax (Taylor, 1910)）